# Biosteres foveolatus
Biosteres foveolatus är en stekelart som först beskrevs av William Harris Ashmead 1889.  Biosteres foveolatus ingår i släktet Biosteres och familjen bracksteklar. Inga underarter finns listade.